# Hippocampus bargibanti
Hippocampus bargibanti Whitley, 1970 è un piccolo pesce marino appartenente alla famiglia Syngnathidae.

## Distribuzione e habitat
Questa specie è diffusa nell'Indopacifico, dall'Indonesia, a Papua Nuova Guinea fino all'Australia (Queensland) e alla Nuova Caledonia. Abita le barriere coralline, in acque basse.

## Descrizione
La conformazione è tipica dei cavallucci marini: testa equina, allungata, corpo verticale con ventre prominente e arrotondato, piccola pinna dorsale e coda allungata e prensile, anche se H. bargibanti presenta forme più tozze e meno spigolose. La caratteristica più evidente però è la gran quantità di tubercoli che decorano il corpo, aumentando l'effetto mimetico della livrea, che presenta un corpo bianco vivo con pattern finemente marmorizzato di rosso carminio. I tubercoli sono carminio vivo. 

Le dimensioni sono molto minute: raggiunge una lunghezza massima di 2 cm circa.

## Biologia
Forma e livra di H. bargibanti sono frutto di un'evoluzione atta al mimetismo per confondersi con le gorgonie del genere Muricella: infatti il corpo bianco imita la struttura ramificata mentre i tubercoli rossi sono del tutto simili ai polipi delle gorgonie appartenenti al genere Muricella. Sembra che i piccoli cerchino protezione in qualsiasi corallo e gorgonia, mentre i giovani si affrettano a vivere solo nelle gorgonie rosse e bianche del genere, fino ad avere assembramenti numerosi (28 esemplari di H. bargibanti in un solo ramo di gorgonia).

## Riproduzione

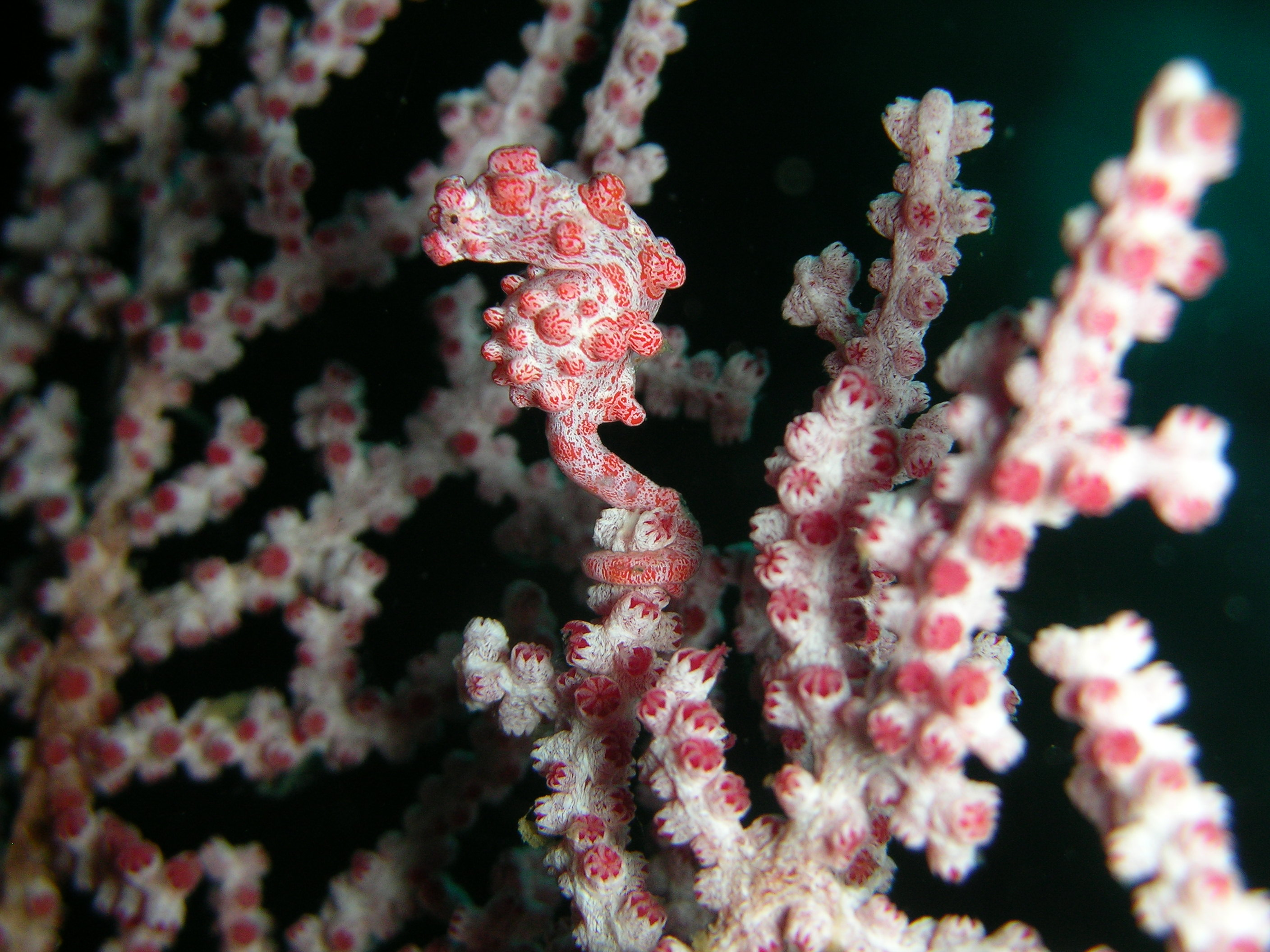
Esemplare mimetizzato in un ramo di Muricella

Come per tutti i cavallucci marini la riproduzione è molto interessante: la femmina depone le uova in una speciale sacca incubatrice nel ventre del maschio. Alla schiusa, il maschio espelle gli avannotti con delle contrazioni addominali simili al parto femminile. Molto spesso forma coppie monogame stabili.

Il periodo riproduttivo è molto ampio: in Australia avviene tutto l'anno con l'eccezione del trimestre dicembre-gennaio-febbraio.

## Rischi
Il suo areale distributivo molto ampio e la sua localizzazione rendono estremamente difficili studi e ricerche su questa specie: vista però la sua particolare dipendenza da alcune specie di gorgonie e la distruzione di grandi aree delle barriere coralline nei luoghi d'origine, la IUCN ha inserito questa specie nella Lista Rossa IUCN.